# 1607
| 1607               |
| ------------------ |
| Dødsfald - Fødsler |
|                    |

| Gregoriansk kalender | 1607 MDCVII             |
| Ab urbe condita      | 2360                    |
| Armensk kalender     | 1056 ԹՎ ՌԾԶ             |
| Kinesiske kalender   | 4303 – 4304 丙午 – 丁未 |
| Etiopisk kalender    | 1599 – 1600             |
| Jødisk kalender      | 5367 – 5368             |
| Hindukalendere       |                         |
| - Vikram Samvat      | 1662 – 1663             |
| - Shaka Samvat       | 1529 – 1530             |
| - Kali Yuga          | 4708 – 4709             |
| Iransk kalender      | 985 – 986               |
| Islamisk kalender    | 1016 – 1017             |

Konge i Danmark og Norge: Christian 4. 1588-1648
Se også 1607 (tal)

## Begivenheder
- Havana bliver hovedstad i den spanske koloni Cuba
- Jan Mayen opdages af Henry Hudson. Hudson kalder øen Hudson's Tutches
- Hans Poulsen Resens Bibel. Den første oversættelse til dansk efter grundteksten
- 16. april - Virginia koloniseres. De første skibe fra London Company kommer til Chesapeakebugten i Virginia

## Født
- 5. november - Anna Maria van Schurman, nederlandsk maler og forfatter (død 1678).
- 10. december - Kjeld Stub, dansk præst og officer (død 1663).

## Dødsfald
- 22. september - Alessandro Allori, italiensk maler (født 1535).
- 8. november - Elisabeth af Anhalt, tysk prinsesse (født 1563).